# Ässkär, Åland
Ässkär är en halvö i Åland (Finland). Den ligger i den västra delen av landskapet, 25 km nordväst om huvudstaden Mariehamn. Ässkär ligger på ön Fasta Åland.